# هازلدورف
هازلدورف (به آلمانی: Haseldorf) یک شهر در آلمان است که در Pinneberg واقع شده‌است. هازلدورف ۱٬۷۷۰ نفر جمعیت دارد.